# Ziyaret, Altınözü
Ziyaret là một xã thuộc huyện Altınözü, tỉnh Hatay, Thổ Nhĩ Kỳ. Dân số thời điểm năm 2011 là 929 người.